# Універсум (журнал)
Універсум — науково-публіцистичний журнал в Україні. Основні рубрики журналу: політологія, футурологія, економіка, наука, культура.
Заснований 1993 року. Автор ідеї — письменник, журналіст і науковець Олег Романчук. Виходить у Львові.
Редакційна колегія: Степан Вовканич, Степан Гелей, Микола Жулинський, Петро Іванишин, д-р філол. наук, Анатолій Карась, Роман Коритко, Петро Костюк, Володимир Мельник, Соломія Онуфрів, Ігор Паславський, Віталій Радчук, Володимир Різун, Юрій Саєнко, Михайло Слабошпицький, Володимир Шкляр, Ігор Юхновський, Ярослав Яцків.
У складі редколегії також перебували: Роман Іванченко, Ярослав Малик, д-р істор. наук, Осип Мороз, д-р економіки (США), Мирослав Романюк, д-р істор. наук, Михайло Романюк, д-р екон. наук, 
Журнал має представництва в Києві, Ужгороді, Варшаві, Відні, Парижі, а також у США.
Журнал безкоштовно отримують 500 бібліотек в Україні.